# Reißturm (Nördlingen)

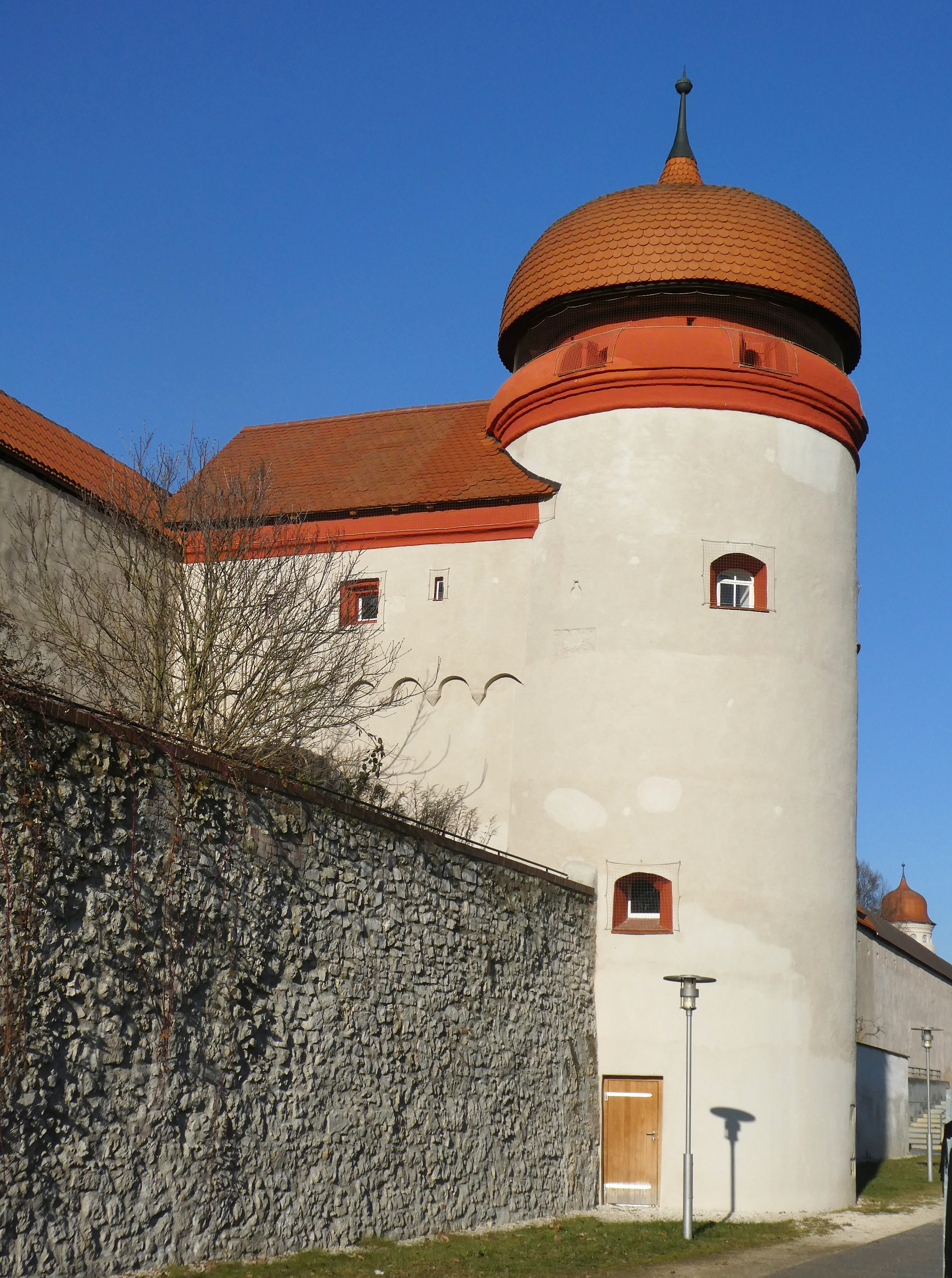
Reißturm in Nördlingen

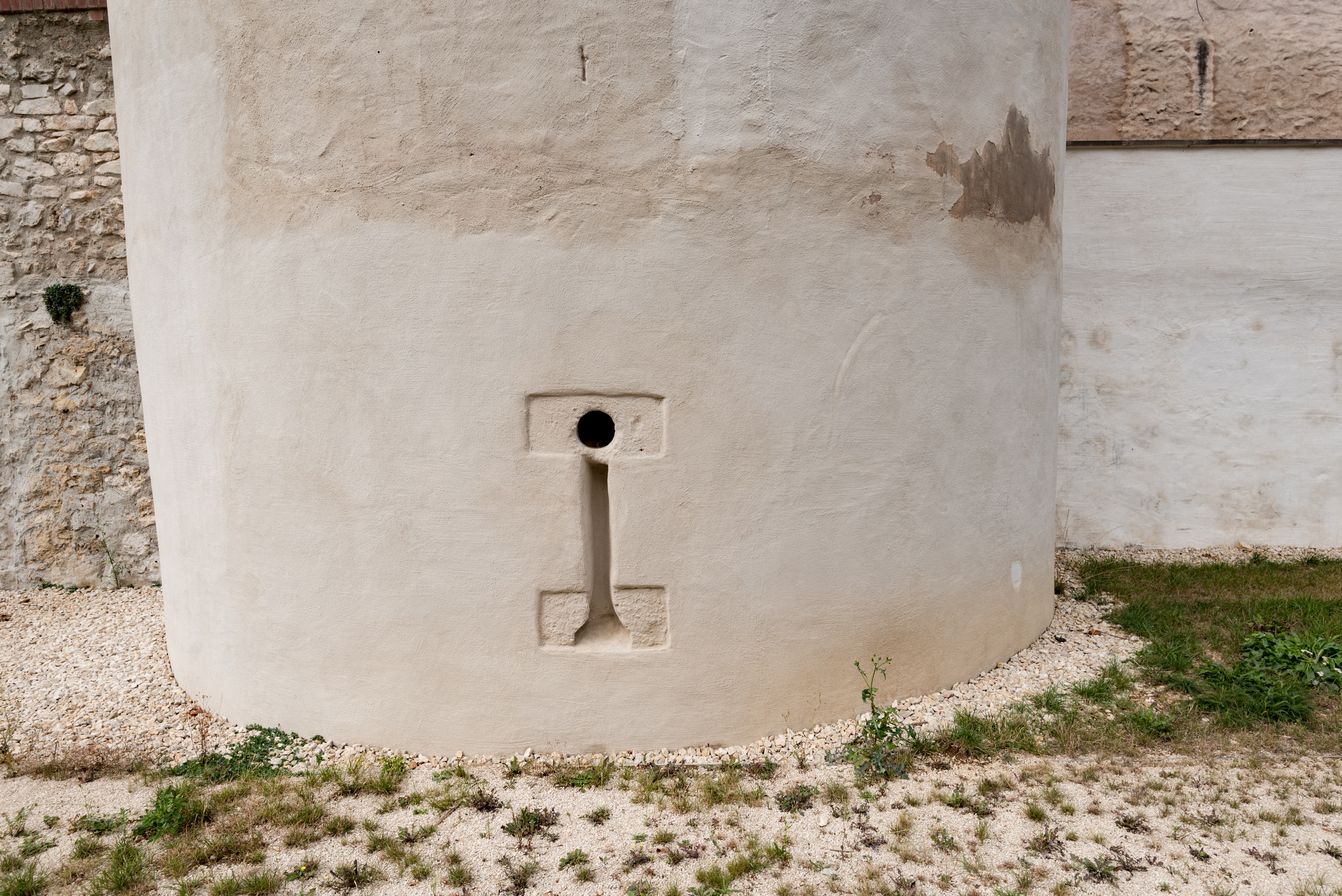
Schießscharte

Der Reißturm in Nördlingen, einer Stadt im schwäbischen Landkreis Donau-Ries in Bayern, wurde 1644/45 vermutlich über einer Anlage von 1408 errichtet. Der Wehrturm mit der Adresse An der Reimlinger Mauer 37 ist ein geschütztes Baudenkmal.

## Beschreibung
Der Reißturm, der als Teil der Stadtbefestigung erbaut wurde, ist ein dreigeschossiger Rundturm mit Geschützbrüstung und welscher Haube. Die Bezeichnung Rüßen Turm wird bereits 1430 erwähnt, sie geht auf den Maurer und Steinmetzen Hans Reiß zurück, der 1408 die Vorgängeranlage überwölbte.
Der Turm diente als Streichwehr zwischen Reimlinger und Deininger Tor der in diesem Abschnitt noch zum großen Teil erhaltenen Zwingermauer. Unter Verwendung des Verbindungstraktes zur Stadtmauer wurde 1644/45 der Umbau zum Batterieturm durchgeführt.
Die unterschiedlichen Schießscharten sind bemerkenswert.
Der Turm wird seit 1980 vom Verband christlicher Pfadfinderinnen und Pfadfinder (VCP) Stamm Dietrich Bonhoeffer aus Nördlingen genutzt.